# Магнітна головка

Магнітна головка касетного магнітофона

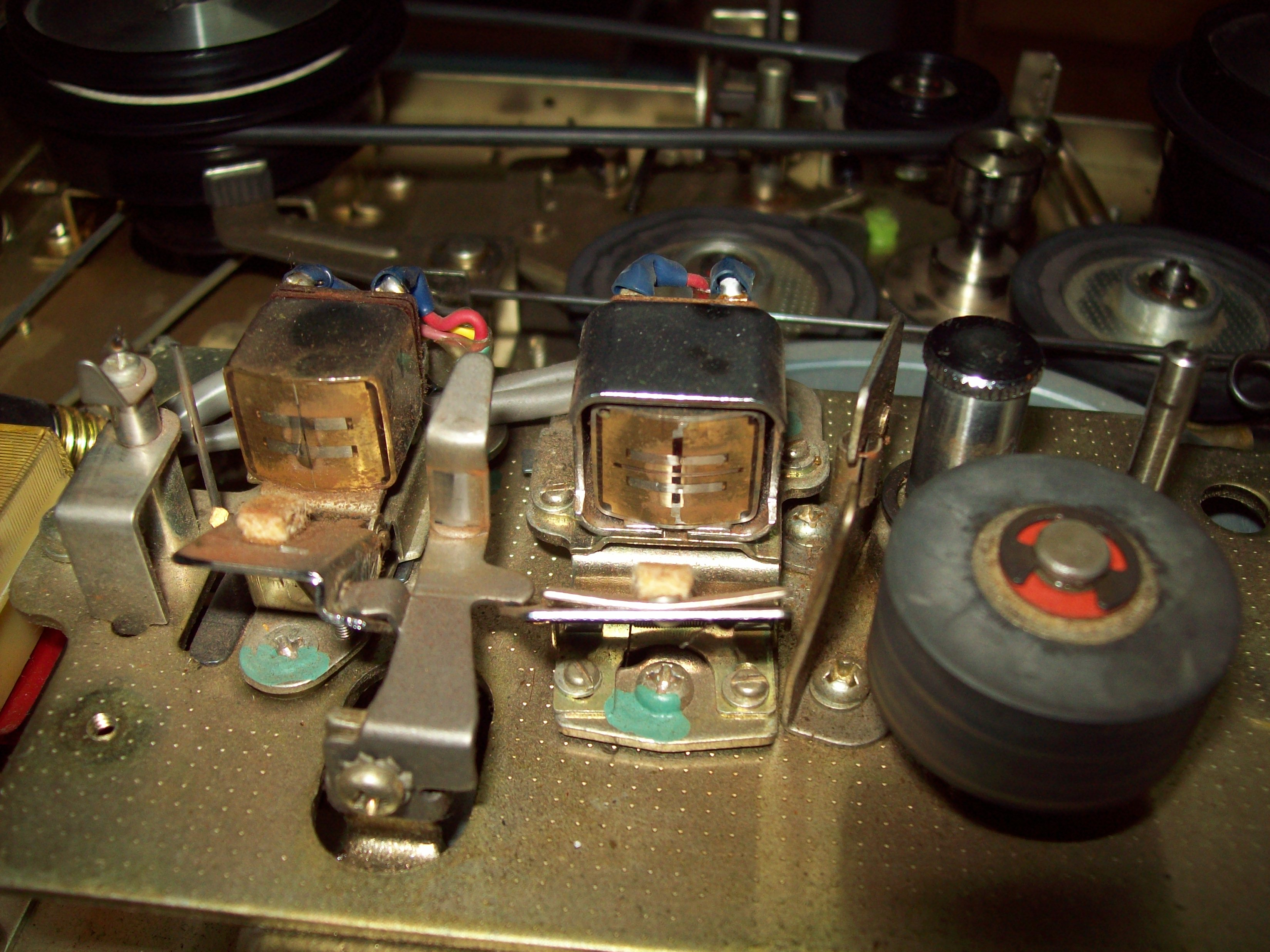
Фільмовий канал котушкового магнітофона зі стиральною і універсальною головками

Магнітна головка — пристрій, що перетворює магнітні величини (магнітну індукцію, магнітний потік) або їх зміни в електричні сигнали або навпаки: електричні сигнали у зміни магнітного поля. Використовується як пристрій для запису, стирання і зчитування інформації з магнітного носія: стрічки або диска (жорсткого чи гнучкого).

## Різновиди
Магнітна головка може працювати як з однією доріжкою, так і з декількома — від двох (стерео) до 16 (див. Багатоканальний запис) і більше. Наприклад, для зберігання даних на мейнфреймах до кінця 80-х років був поширений стандарт 9-доріжкового запису. 9-доріжковий запис застосовується також у деяких сучасних стримерах.
Для різних процесів застосовуються різні, дещо відмінні одна від одної за конструкцією головки: відтворювальні (ГВ), записувальні (ГЗ), універсальні (ГУ) і стиральні (ГС).
Іноді застосовуються комбіновані головки, в яких конструктивно об'єднано, наприклад, ГУ та ГС. Також іноді застосовується окрема головка підмагнічування, запису і відтворення допоміжних сигналів тощо. Кількість їх варіюється від однієї-двох (ГУ + ГС — найбільш поширений варіант у побутових магнітофонах) до чотирьох і більше.
В разі використання декількох головок у загальному конструктиві (барабані, основі) кажуть про блок магнітних головок (БМГ). Для поперечно-рядкового і похило-рядкового запису головки можуть встановлюватися на обертовий барабан. Також головка може переміщуватися відносно носія поперек записуваної доріжки: в накопичувачах на магнітних дисках, а також у реверсивних і деяких багатодоріжкових магнітофонах (наприклад, формату stereo 8).

## Конструкція і принцип дії

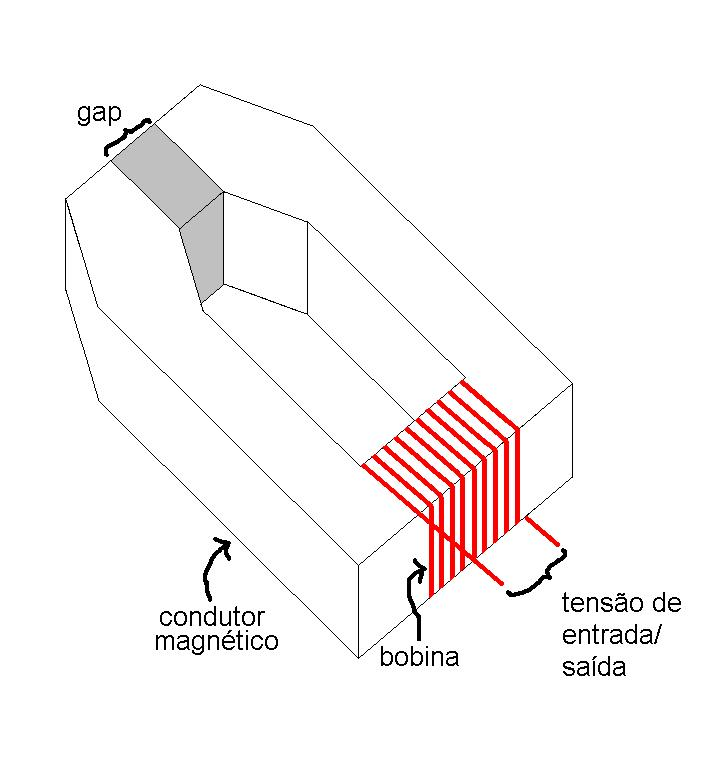
Схематичне зображення магнітної головки

Записувальні, універсальні і багато відтворювальних головок мають схожу конструкцію, і, в найпростішому випадку, являють собою котушку індуктивності, яка має осердя з магнітним зазором, тобто проміжком у магнітопроводі, заповненим немагнітним матеріалом. Огинаючи магнітний зазор, силові лінії магнітного поля проходять через поверхню носія, що рухається біля магнітної головки. Між носієм і осердям може бути як безпосередній контакт (за малої швидкості носія відносно головки — в аналогових аудіомагнітофонах, флоппі-дисководах і пристроях зчитування магнітних карт), так і повітряний зазор (у відеомагнітофонах, R-DAT і жорстких дисках). Під час руху носія уздовж робочої поверхні магнітної головки повз магнітний зазор залишкова намагніченість впливає на магнітне поле магнітопроводу і наводить ЕРС в обмотці головки, завдяки чому проводиться читання з магнітного носія. Якщо через обмотку магнітної головки пропускати змінний струм, магнітне поле в зазорі головки змінює намагніченість ділянки магнітного носія біля робочого зазору, що дозволяє стирати і записувати інформацію на носій.
Також у відтворювальних головках може використовуватися ефект магнетоопору . У відтворювальних головках жорстких дисків можуть застосовуватися гігантський і тунельний магнетоопір .
Конструкція ГВ і ГУ обов'язково містить екран, що захищає від зовнішніх електромагнітних полів. Вони також вимагають захисту від постійних магнітних полів, викликаних паразитною залишковою намагніченістю навколишніх деталей механізму протягування стрічки. Інакше механічна вібрація, що впливає на головку, яка знаходиться в постійному магнітному полі, призводить до виникнення мікрофонного ефекту .
В процесі роботи як зазор, так і поверхня магнітних головок засмічуються частинками обсипаного зі стрічки магнітного шару і тому підлягають періодичному чищенню.
Важливим для забезпечення сумісності записів, зроблених на різних магнітофонах, є правильне юстування магнітних головок (їх просторове розташування за висотою і нахилом відносно стрічки) згідно з прийнятими стандартами. Особливо сильно впливає на сумісність записів збіг азимутів магнітних головок (кута між магнітним зазором головки і краєм стрічки) під час запису і відтворення. Розбіжність азимутів всього на одиниці кутових мінут, призводить до різкого погіршення відтворення високих частот. У дешевих магнітофонах, нерідко передбачено спеціальний отвір у передній або задній панелі, для юстування головки «на слух», за максимумом відтворюваних високих частот.

### Ширина магнітного зазору
Ширина магнітного зазору може становити від декількох нанометрів (у головок жорстких дисків) до 100 мкм (ГС побутових магнітофонів).
Ширина магнітного зазору визначає такий важливий параметр, як мінімальна довжина хвилі запису (вона дорівнює подвоєній ширині магнітного зазору). Ефективність відтворення хвиль з довжиною, меншою за мінімальну, різко знижується через те, що намагнічені ділянки, проходячи повз зазор ГВ, створюють поля різних знаків, які частково компенсують одне одного. Якщо ширина магнітного зазору дорівнює або кратна довжині хвилі запису, вихідний сигнал ГВ падає до нуля. Аналогічно, за спроби записати сигнал, який для обраної швидкості руху носія утворює хвилі, довжина яких менша від подвоєної ширини магнітного зазору записувальної головки, відбувається його часткове розмагнічування, і рівень записаного сигналу різко знижується.

У поєднанні зі швидкістю руху магнітного носія, ширина магнітного зазору визначає верхню межу записуваних і відтворюваних частот тракту магнітного запису, вище від якої рівні запису і відтворення різко знижуються. Її можна оцінити як: 
 де {\displaystyle f{_{max}}} — максимальна частота в Гц, {\displaystyle V} — швидкість руху носія в м/с, {\displaystyle l} — ширина магнітного зазору в мкм.

### Застосовувані матеріали
У перших моделях касетних магнітофонів застосовувалися головки з осердям з м'якого пермалою, що служили близько 2000 годин.
В середині 1970-х років їм на зміну прийшли зносостійкі головки зі склофериту (FX-головки, термін служби до 10 років), а трохи пізніше — з сендасту (DX-головки, термін служби 6-8 років). Більш технологічні і дешеві сендастові головки набули широкого поширення і як універсальні (запис і відтворення сигналу), і як записувальні в магнітофонах середньої цінової групи. Склоферитові головки використовувалися переважно як універсальні або відтворювальні у флагманських моделях.
На початку 1980-х років були розроблені і вироблені магнітні головки з аморфного металу (А-головки), який практично не має кристалічної структури і відрізняється чудовими магнітними властивостями і зносостійкістю на рівні склофериту.
В середині 1990-х років за технологією тонкоплівкових мікросхем було створено магніторезистивні головки (Z-головки), які змінювали свій опір залежно від інтенсивності магнітного потоку магнітофонної стрічки. Вихідний сигнал з такої головки, увімкненої в діагональ вимірювального моста, міг досягати одиниць мілівольт. Відповідно — власні шуми касетного магнітофона знижувалися до рівня -62-68 дБ і наближалися до рівня шумів якісного котушкового магнітофона .
Комбінація цих двох типів головок застосовувалася у відтворювальній секції БМГ у триголовкових AZ-апаратах із «наскрізним каналом» фірми Technics (RS-AZ6, RS-AZ7).

## Стиральні головки
Стиральні головки відрізняються від універсальних ширшим зазором і нижчими нормами виготовлення (для цього процесу не потрібна висока точність). На ГС подається змінна напруга високої частоти (близько 100 кГц) від генератора стирання і підмагнічування (ГСП). Внаслідок цього кожна ділянка магнітної стрічки, проходячи повз широкий магнітний зазор ГС, встигає кілька разів перемагнітитись до насичення, а в міру віддалення від магнітного зазору намагніченість стрічки плавно спадає до нуля.
Також, в найдешевших моделях магнітофонів (переносні, диктофони тощо) застосовується ГС у вигляді постійного магніту спеціальної форми, яка механічно підводиться до стрічки під час стирання. Рівень шумів за стирання постійним магнітним полем вищий, ніж за стирання високочастотним змінним магнітним полем, але для низькоякісного запису це не критично.

## Реверсні головки
У найдорожчих магнітофонах для цього застосовуються дві окремі головки ГВ/ГУ. Спеціалізовані головки для функції «реверс» (для касетних магнітофонів) можуть бути двох типів:
- мати в одному корпусі пару стереоголовок (здвоєні, тобто 4 доріжки), такі головки мають одну незаперечну перевагу над іншими типами — незмінний азимут;
- стереоголовка з механізмом «перевертання» на 180° (англ. flip-flop rotary reverse);

Також може використовуватися незвична ГУ/ГВ зменшеної висоти, а СПМ магнітофона при цьому має спеціальний механізм для зсування її по висоті.

## Блок обертових головок

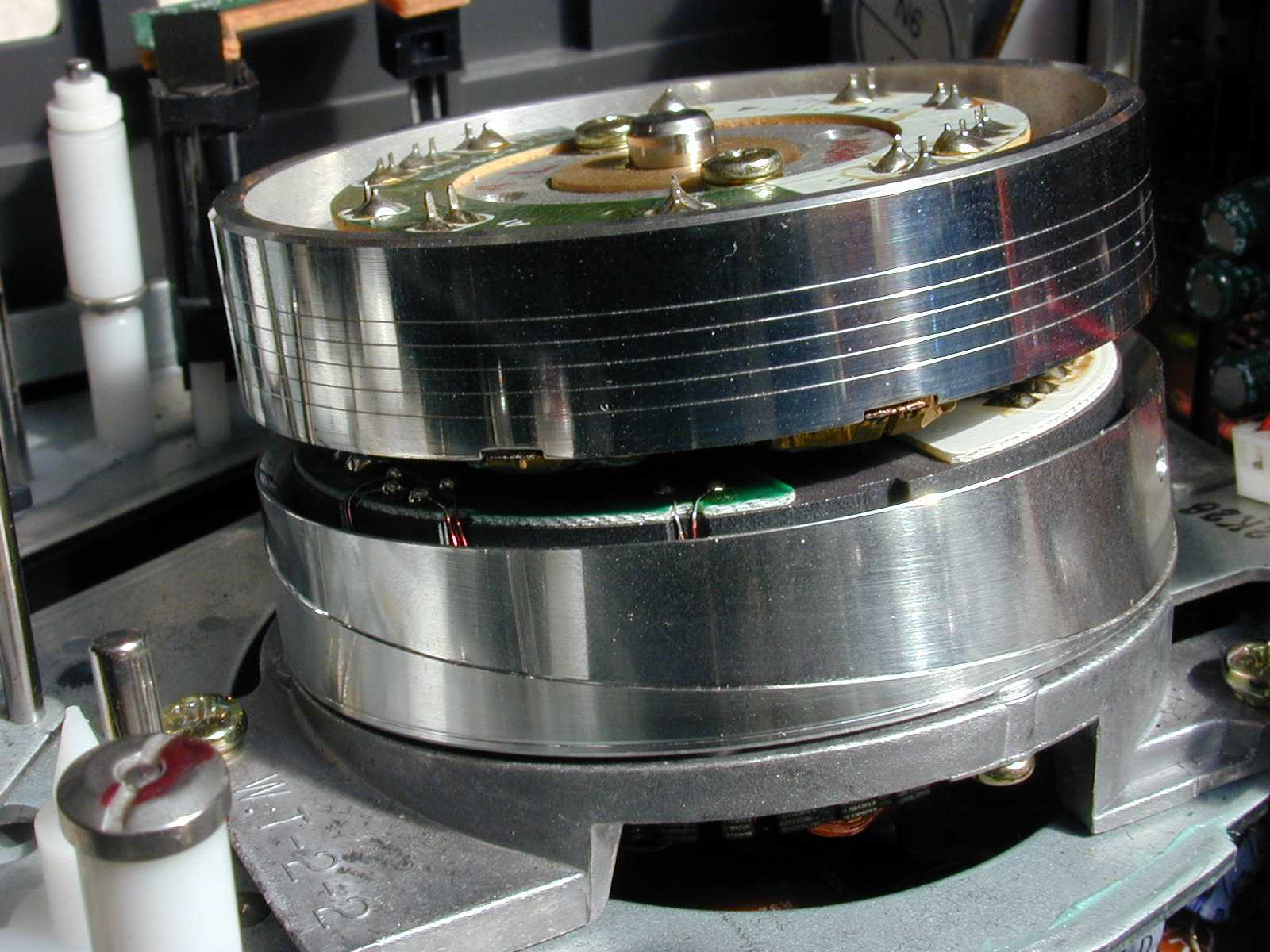
БОГ відеомагнітофона стандарту VHS

Для здійснення поперечно-рядкового і похило-рядкового запису, який застосовується у відеомагнітофонах і пристроях запису цифрових даних (стримерах, касетах DAT тощо), одна або кілька головок встановлюються на барабані, що обертається, який називається блок обертових головок (БОГ). Частота і фаза обертання БОГ обов'язково підтримується постійною за допомогою системи автоматичного регулювання. Лінійна швидкість руху головок відносно стрічки становить одиниці м/с, що дозволяє записувати сигнали частотою порядку одиниць МГц. Такий спосіб запису дозволяє збільшити щільність запису. Сигнал з головок знімається безконтактним шляхом за допомогою обертового трансформатора, одна обмотка якого з половиною магнітопроводу знаходиться на барабані, інша на нерухомій основі БОГ.

## В обчислювальній техніці і комп'ютерах

### Головки дискових накопичувачів
Під дисковими накопичувачами, в даному випадку, маються на увазі дисководи, які використовуються в якості запам'ятовувальних пристроїв переважно в комп'ютерах і аналогічних обчислювальних системах, такі як жорсткий диск, пристрої читання/запису даних на магнітні дискети.
Конструкція головок дискових накопичувачів залежить від способу запису.
Головки сучасних жорстких дисків працюють без контакту з поверхнею диска і утримуються на невеликій відстані за рахунок аеродинамічних сил. Під час роботи шпиндель жорсткого диска обертається зі швидкістю кілька тисяч обертів на хвилину (від 3600 до 15 000). При такій швидкості поблизу поверхні пластини створюється потужний повітряний потік, який піднімає головки і змушує їх утримуватись поблизу поверхні пластини. Форма головок розраховується так, щоб під час роботи забезпечити оптимальну відстань від пластини. Поки диски не розігналися до швидкості, необхідної для «зльоту» головок, паркувальний пристрій утримує головки в зоні паркування. Це запобігає пошкодженню головок і робочої поверхні пластин.

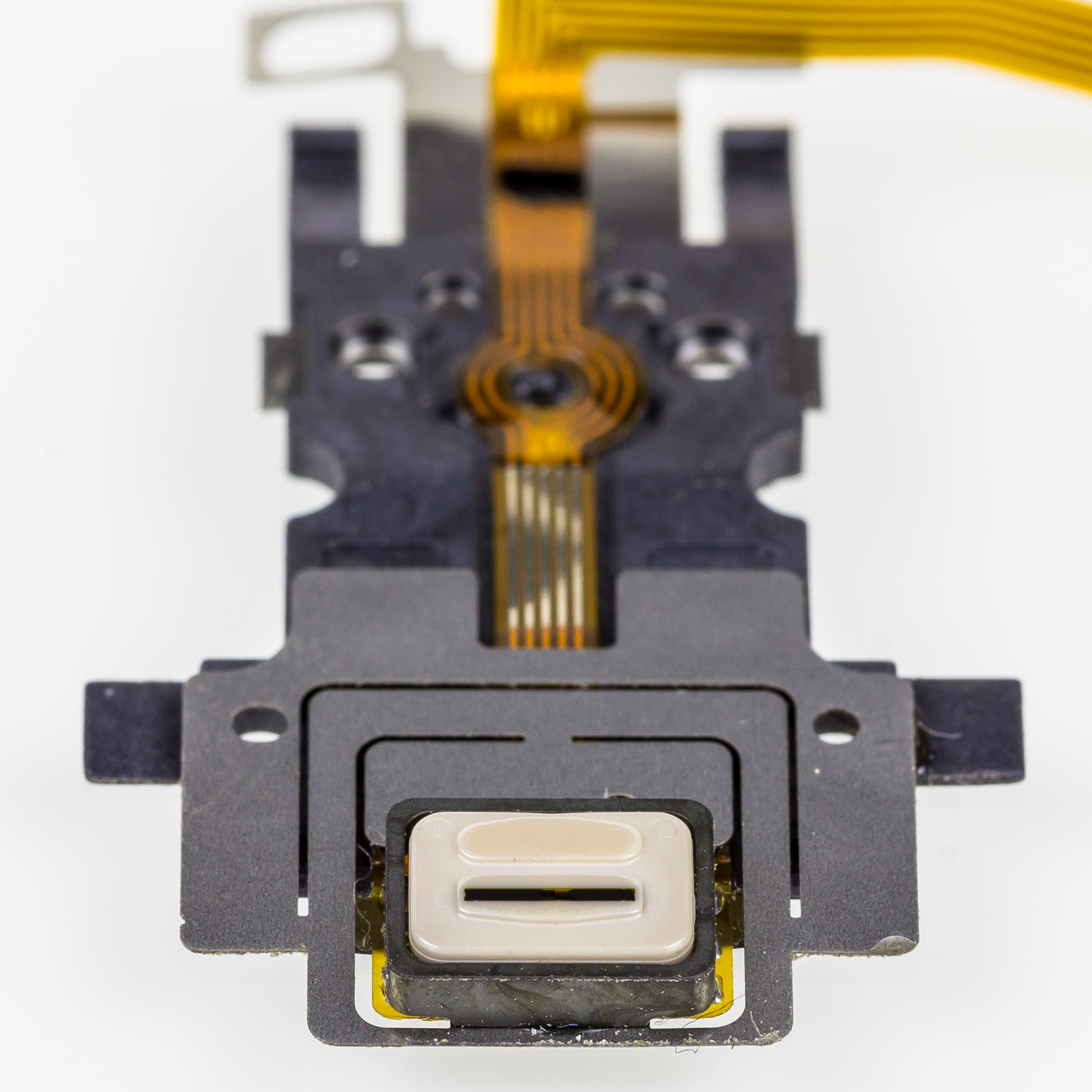
Головка дисковода 3,5" дисків
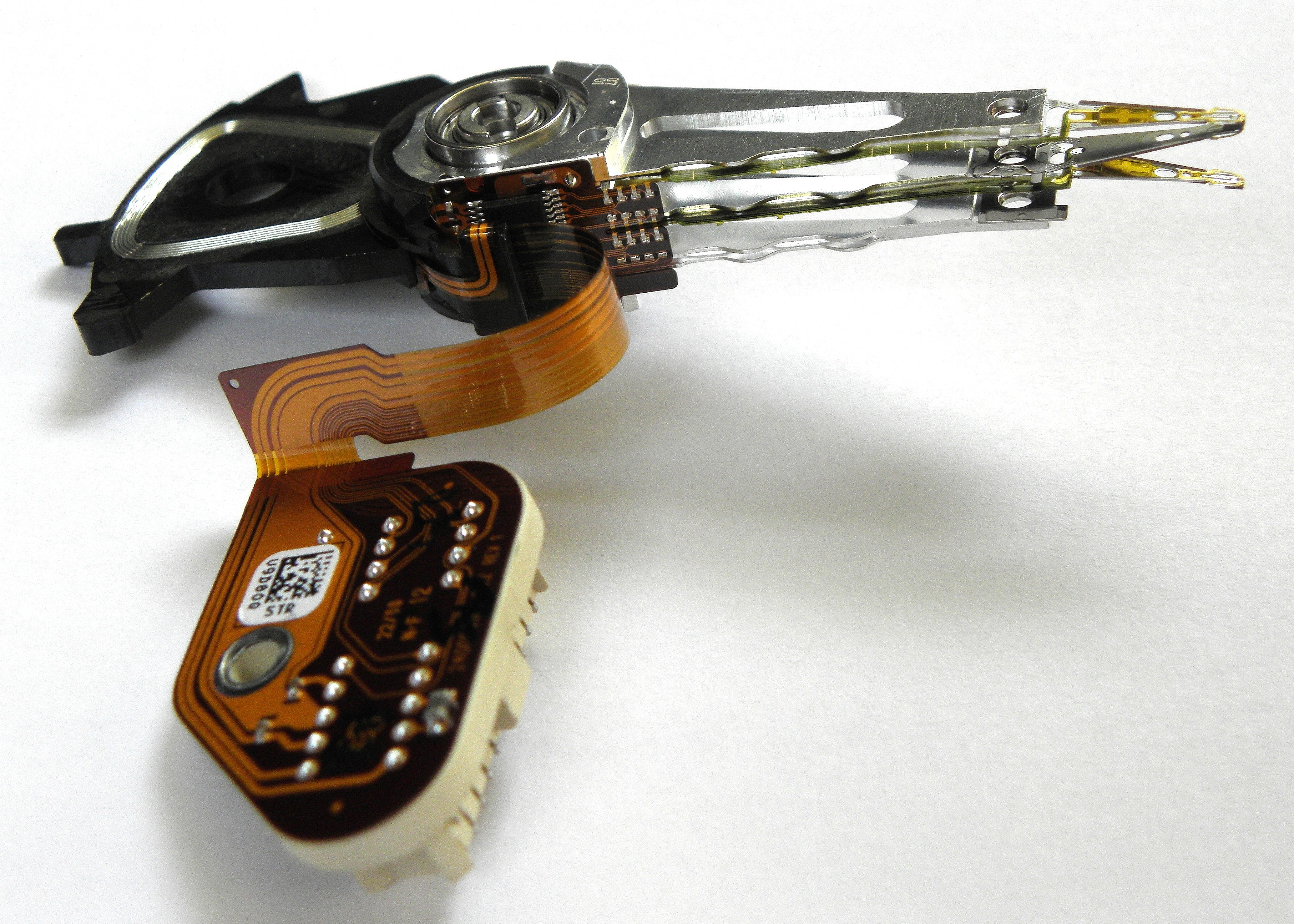
Блок магнітних головок, з механізмами позиціювання і блоком електроніки АЦП
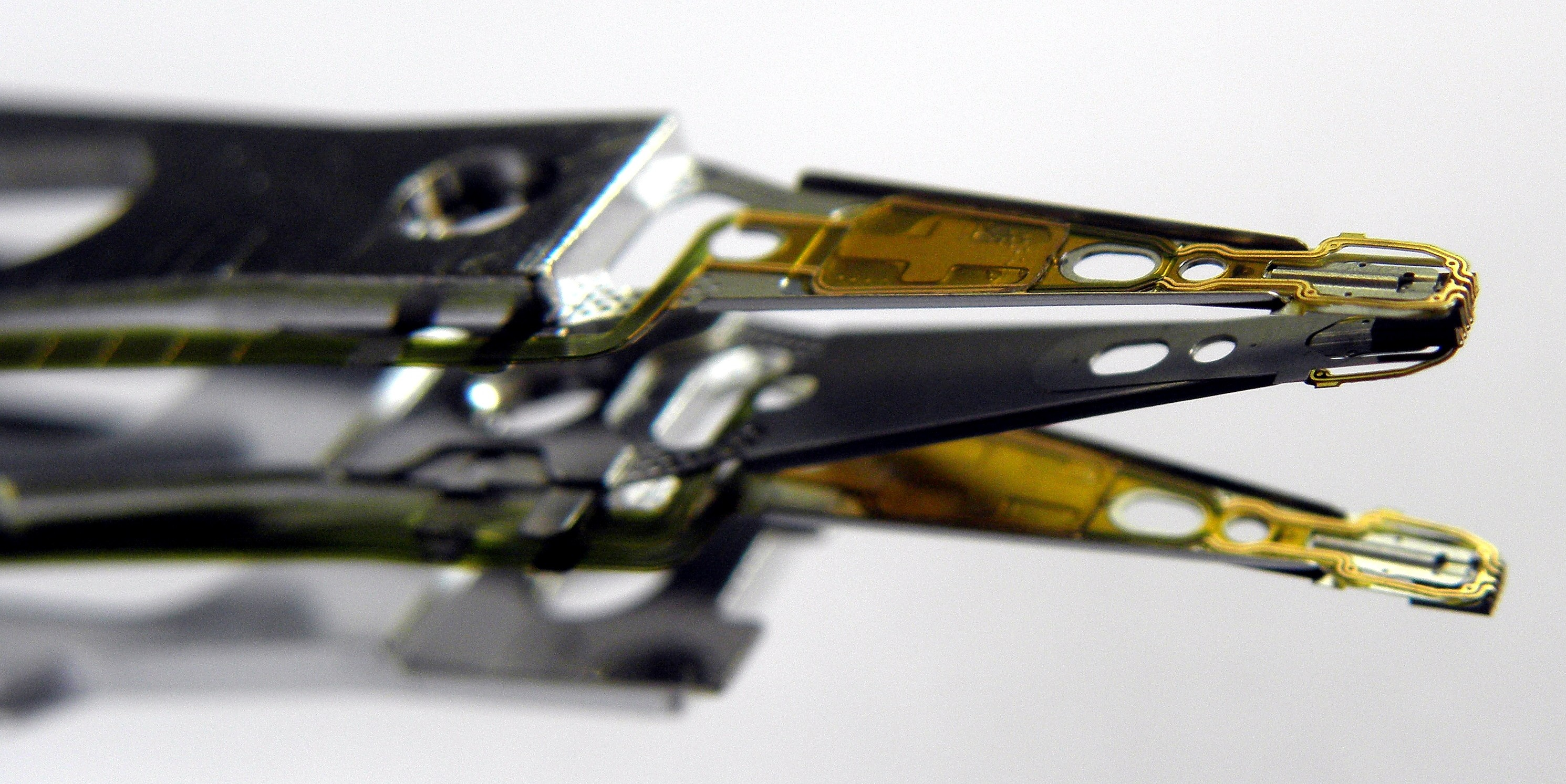
Блок магнітних головок, зблизька
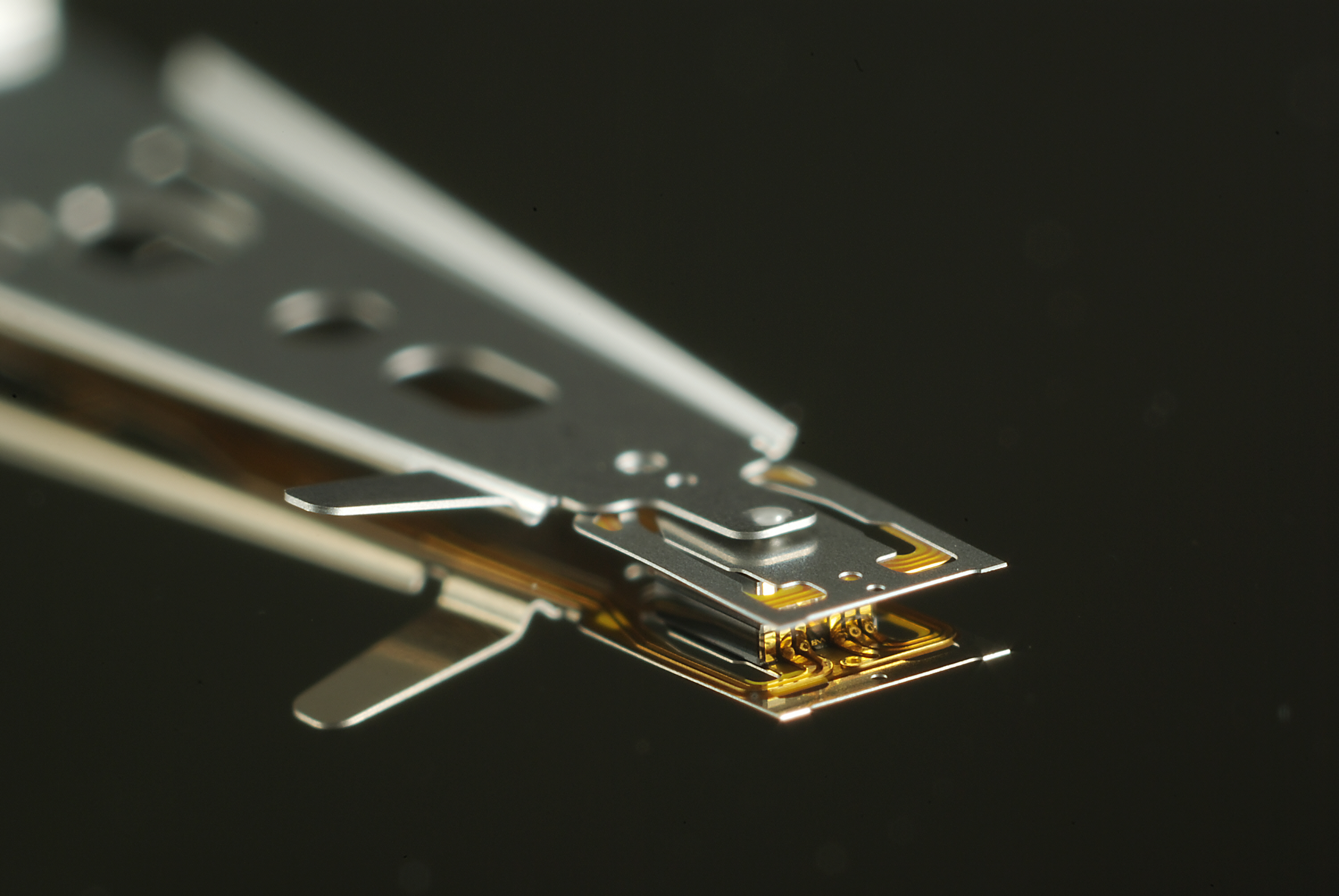
Макрофотографія магнітної головки
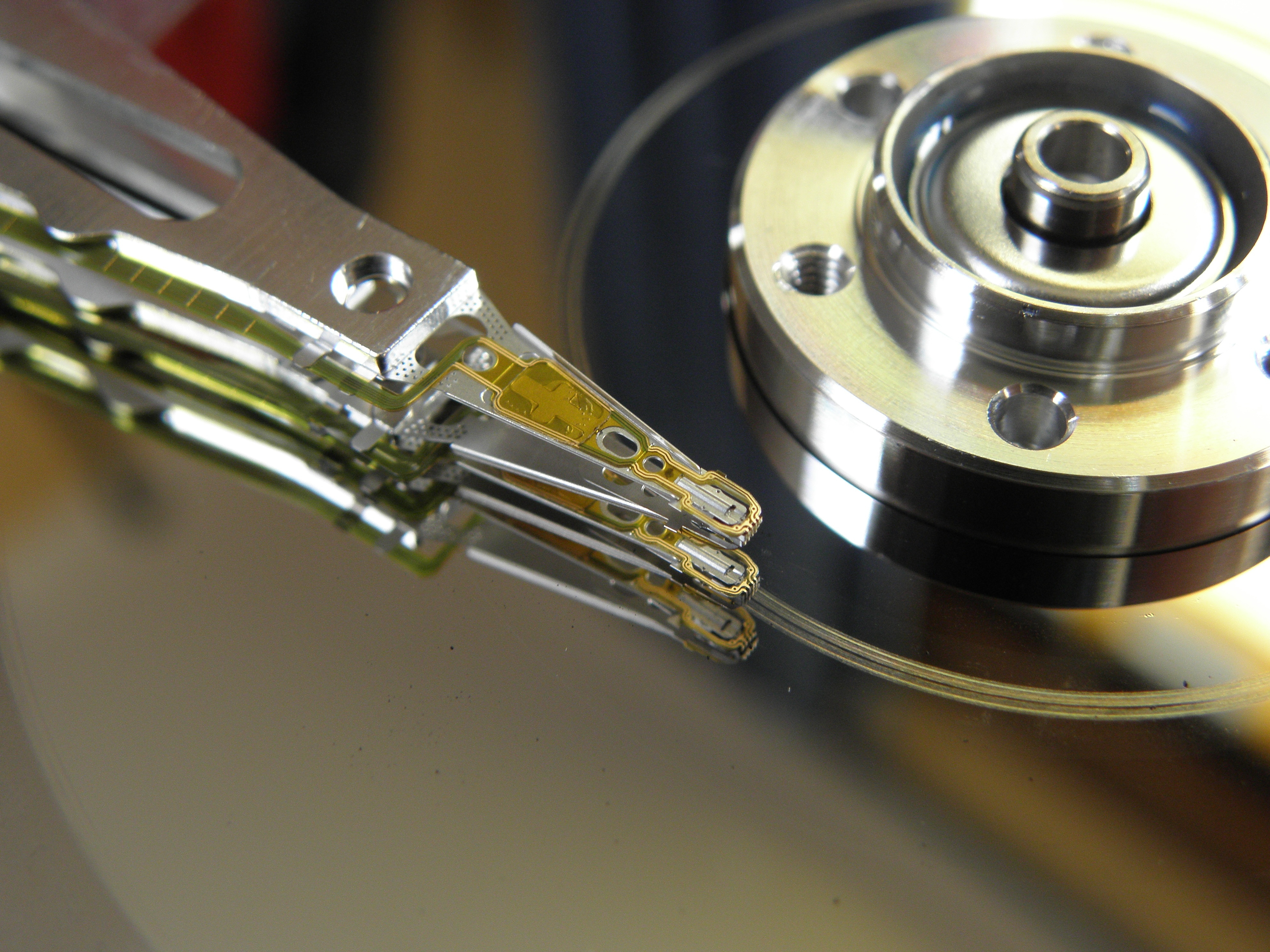
Блок магнітних головок позиційований над пластиною
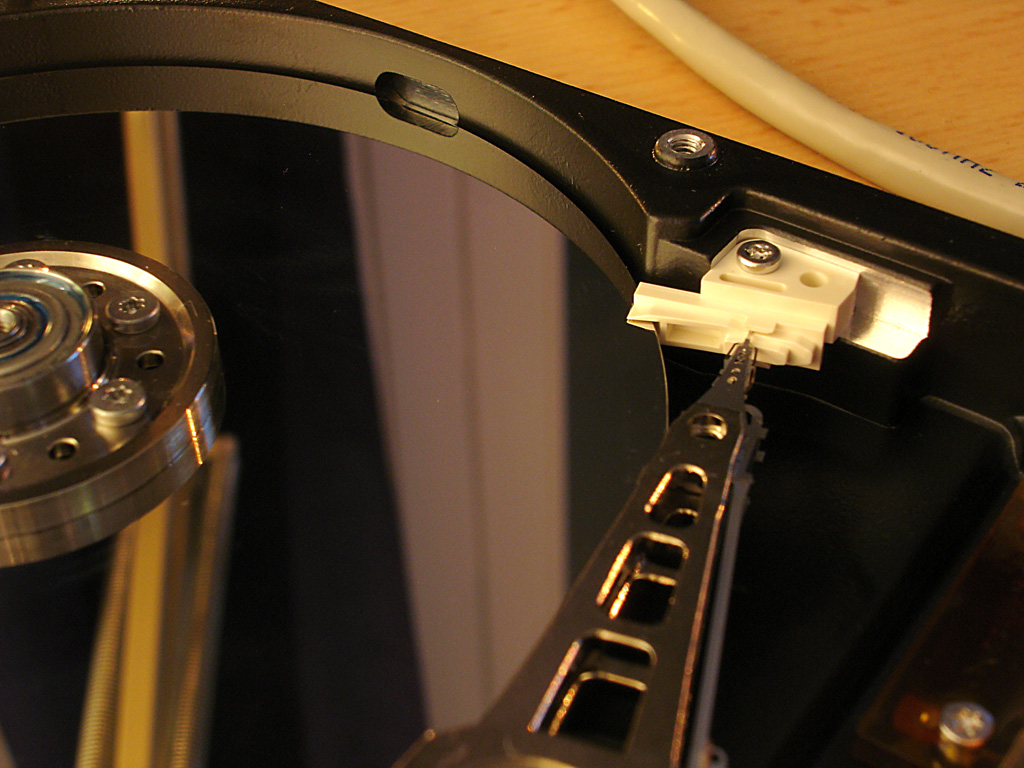
Запаркована магнітна головка
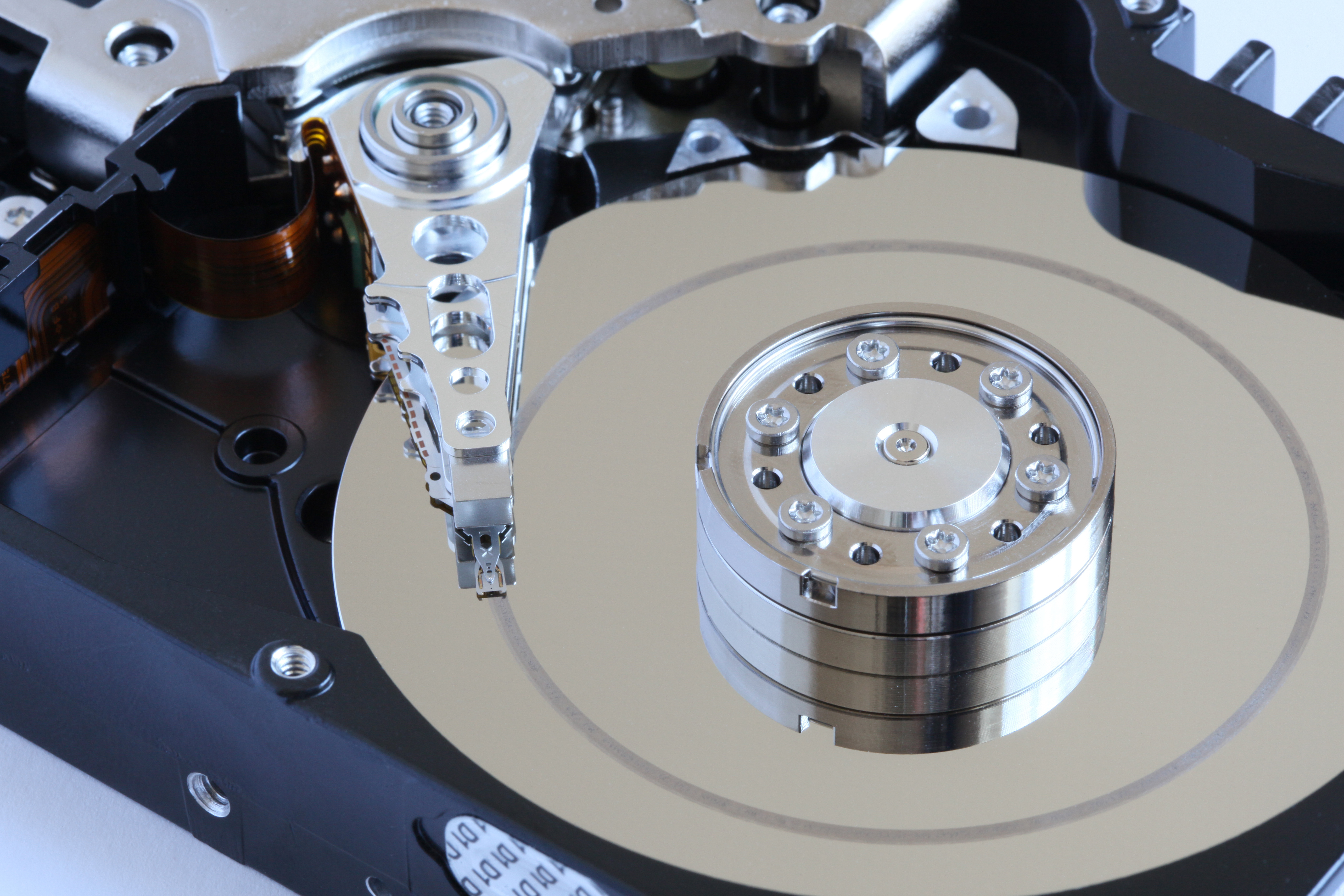
Наслідок торкання магнітною головкою поверхні диска

#### Пристрій позиціювання головок

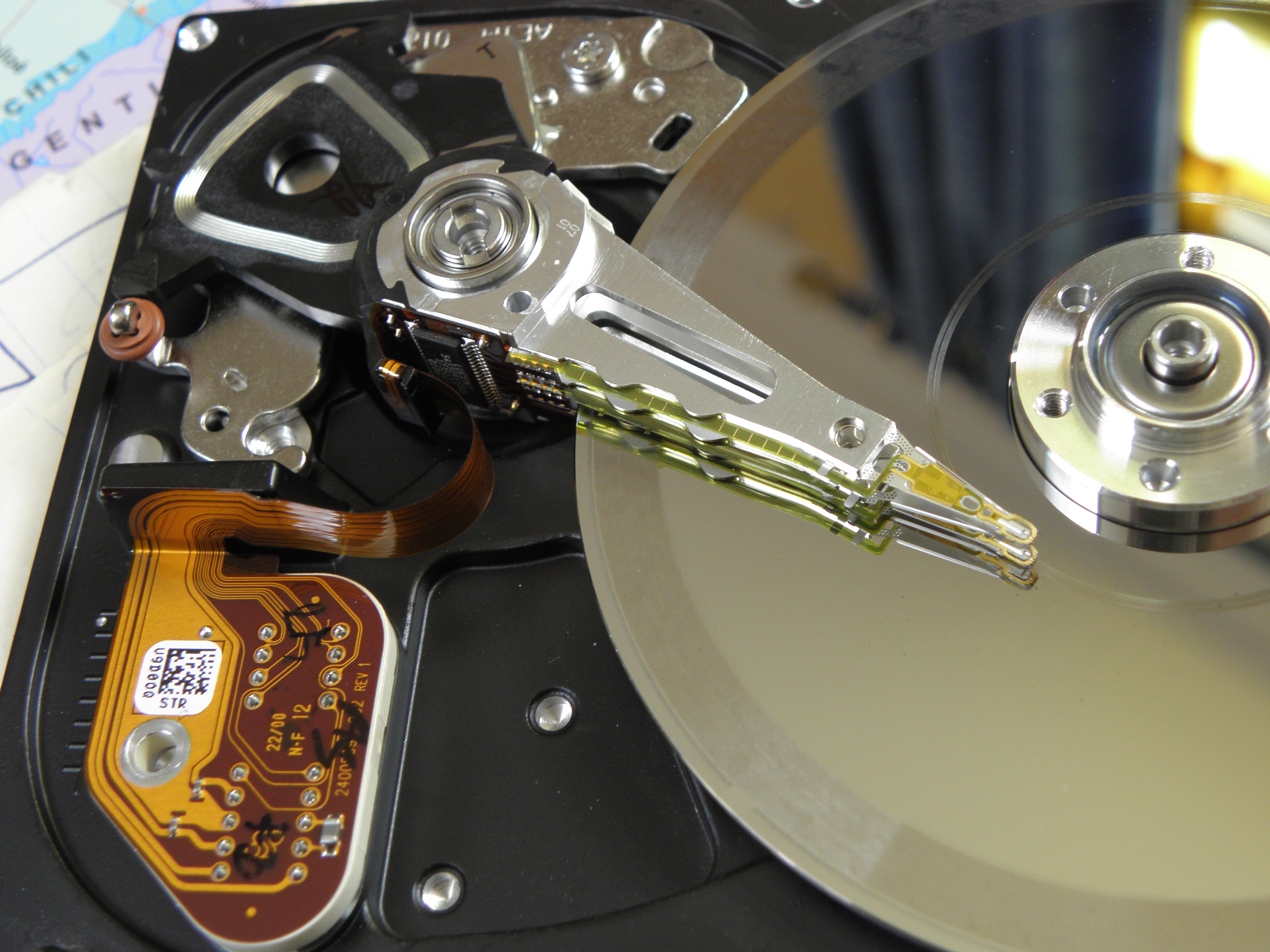
Розібраний жорсткий диск. Знято верхню пластину статора соленоїдного двигуна

Пристрій позиціювання головок (жарг. актуатор) являє собою малоінерційний соленоїдний двигун . Він складається з нерухомої пари сильних неодимових постійних магнітів, а також котушки (соленоїд) на рухомому кронштейні блоку головок. Блок головок — пакет кронштейнів (важелів) зі сплавів на основі алюмінію, які мають малу вагу і високу жорсткість (зазвичай по парі на кожен диск). Одним кінцем вони закріплені на осі поруч з краєм диска. На інших кінцях (біля поверхні дисків) закріплені головки.
Двигун, разом із системою зчитування й обробки записаної на диск сервоінформації і контролером (VCM controller) утворює сервопривід.
Система позиціювання головок може бути і двопривідною. При цьому основний електромагнітний привід переміщує блок зі звичайною точністю, а додатковий п'єзоелектричний механізм суміщає головки з магнітною доріжкою з підвищеною точністю.